# 南霍姆斯特德鎮區
南霍姆斯特德鎮區（英語：South Homestead Township）為位在美國堪薩斯州巴頓縣的鎮區。2010年美国人口普查中該鎮區人口有322人。

## 地理
南霍姆斯特德鎮區涵蓋面積90.81平方（35.06平方英里），霍伊辛頓坐落於此鎮區北邊，與北霍姆斯特德鎮區相鄰。

### 墓園
根據美國地質調查局的資料，此鎮區擁有2座墓園：
- 希爾克雷斯特紀念公園墓園（Hillcrest Memorial Park Cemetery）
- 聖約翰墓園（Saint John Cemetery）

### 溪流
通過此鎮區的溪流有：
- 迪塞普申溪（Deception Creek ）

## 人口統計
根據2010年美國人口普查，南霍姆斯特德鎮區人口有322人，人口密度為3.55人/平方公里。種族方面，94.41%為白人；1.24%為非裔美洲人；0.62%為美洲原住民；1.24%為亞洲人；0%為太平洋島民；1.55%為其他種族；另外有0.93%為兩個或以上的種族。而西班牙裔美國人或拉丁美洲人佔該鎮區人口的4.04%。

## 外部連結
- US-Counties.com
- City-Data.com （页面存档备份，存于）